# Gerd Bornheim
Gerd Alberto Bornheim (Caxias do Sul, 19 de novembro de 1929 — Rio de Janeiro, 5 de setembro de 2002) foi um filósofo, professor e crítico de teatro brasileiro.

## Biografia
Lecionou filosofia inicialmente na Universidade Federal do Rio Grande do Sul (UFRGS), sendo cassado pela ditadura militar em 1969. Residiu alguns anos na Europa.  Retorna ao Brasil em 1976 e, três anos depois, a lei da anistia lhe permitiu retomar as atividades no magistério superior. Em 1979, foi convidado a lecionar filosofia na Universidade Federal do Rio de Janeiro, na qual permaneceu de 1979 a 1991, quando se aposentou por tempo de serviço e começou a lecionar na Universidade do Estado do Rio de Janeiro (UERJ).
Filósofo e crítico de Arte, foi professor de uma geração de filósofos do Brasil, como Leandro Konder e Ernildo Stein.
Dedicou diversos trabalhos à filosofia moderna e contemporânea, destacando-se por seus estudos sobre Jean-Paul Sartre e Martin Heidegger. Apontado na História da Filosofia Contemporânea de J. Hirschberger como um dos expoentes da filosofia brasileira, é também um dos responsáveis pela recepção do pensamento de Heidegger no Brasil, conforme  assinala Rüdiger Safranski, em Heidegger: um mestre da Alemanha entre o bem e o mal (São Paulo: Geração Editorial, 2000). Outro de seus importantes interesses foi o teatro, ao qual dedicou livros (um deles, à estética de Bertolt Brecht) e artigos de jornal.
Bornheim faleceu em 2002, no Rio de Janeiro, aos 72 anos, em consequência de um tumor cerebral.
A Casa de Cultura de Caxias do Sul, no RIo Grande do Sul , possui uma galeira de arte que leva o seu nome. Em 2008, uma exposição sobre a vida e obra do filósofo (junto com pinturas e ilustrações do artista plástico Enio Squeff) foi realizada no local: Gerd Bornheim e Enio Squeff: Dois Pensadores do Brasil".

## Obras
- Aspectos Filosóficos do Romantismo. Instituto Estadual do Livro, 1959.
- O Sentido e a Máscara. São Paulo: Perspectiva, 1969.
- Martin Heidegger: L’Être et le Temps. Sorbone, 1976.
- Dialética: Teoria e Prática. Globo, 1977.
- O Idiota e o Espírito Objetivo. Porto Alegre: Globo, 1980.
- Teatro a Cena Dividica. Porto Alegre: LPM, 1983.
- Introdução ao Filosofar: o Pensamento Filosófico em Bases Existenciais. São Paulo: Globo, 1989.
- Brecht: a Estética do Teatro. Graal, 1992.
- O Conceito de Descobrimento. Rio de Janeiro: EdUERJ, 1998.
- Os Filósofos Pré-Socráticos. São Paulo: Cultrix, 1999-2000.
- Sartre: Metafísica e Existencialismo. São Paulo: Perspectiva, 2001.
- Metafísica e Finitude. São Paulo: Perspectiva, 2001.

## Sobre o autor
- OLIVEIRA, João Vicente Ganzarolli. Arte e Beleza em Gerd Bornheim. Rio de Janeiro: EdUERJ, 2003.
- Revista de Filosofia SEAF, ano III, n°3, setembro 2003.  ISSN/ISBN 15187896. Homenagem a Gerd Bornheim através de artigos de colegas e pensadores de universidades brasileiras.